# Aiut Alpin Dolomites
L'Aiut Alpin Dolomites (AAD) è un'organizzazione non lucrativa di utilità sociale italiana per il soccorso alpino che nasce nel 1990, ma presente già nel 1987.

## Descrizione

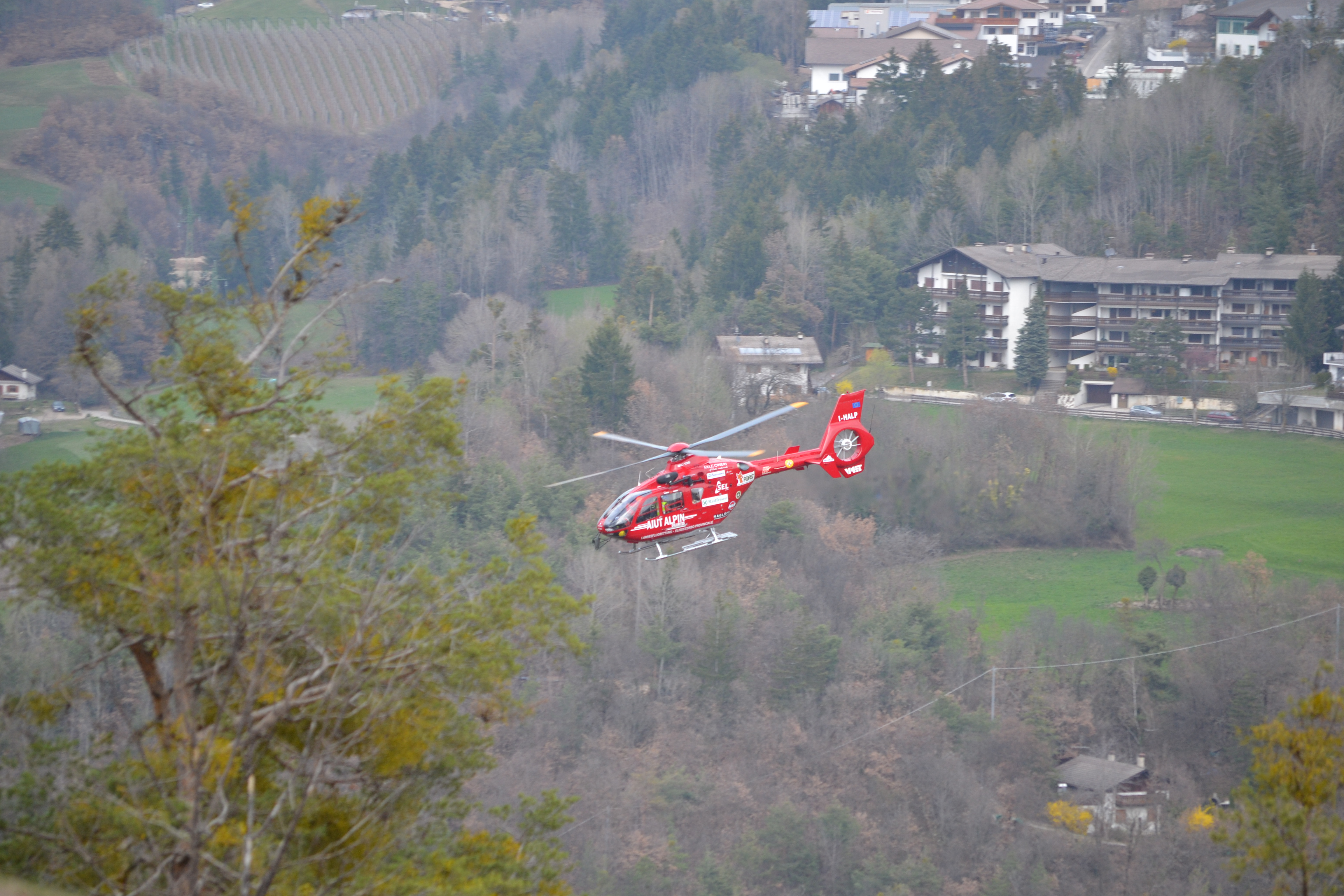
L'Eurocopter H 135 (I-AIUT) dell'AAD

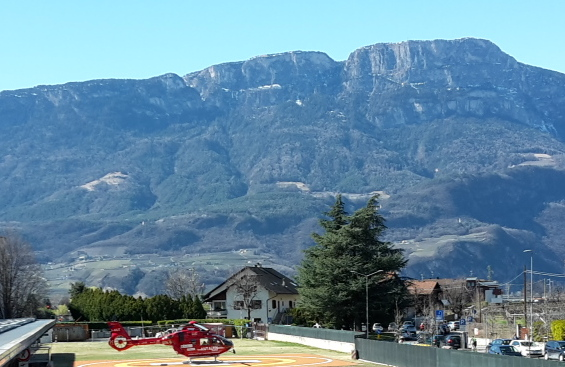
L'elicottero posteggia presso la piazzola all'ospedale San Maurizio di Bolzano

Il suo nome è in lingua ladina e si può tradurre in italiano come "aiuto in ambiente alpino delle Dolomiti". L'organizzazione ha la sede principale a Pontives, una piccola frazione di Laion, presso l'incrocio tra la SS 242 e la SS 242 dir, un punto strategico per l'accesso in Val Gardena.
Essa è formata da 17 squadre presenti soprattutto nelle valli ladine, ovvero sulle Dolomiti. Grazie all'utilizzo dell'elicottero, l'Aiut Alpin Dolomites è in grado di coprire tutta l'area dolomitica in circa 10 minuti di volo; e sempre grazie all'elicottero viene anche utilizzato dalle centrali del 118 delle province di Bolzano, Trento e Belluno.
Il direttivo è costituito da un presidente e sei consiglieri che rimangono in carica per tre anni. L'attuale presidente è Adam Holzknecht.

## Storia
Il primo intervento di soccorso alpino di cui si hanno tracce in val Gardena si ha nel 1898 nel gruppo del Sassolungo. Qui l'alpinista inglese Ludwig Norman Neruda precipitò e nonostante fosse stato tratto in salvo, morì pochi giorni dopo. Dopo la prima guerra mondiale vi sono stati sempre più incidenti in montagna tanto che Ferdinando Glück, una delle guide maggiormente attive a Selva di Val Gardena, disse che "tra vivi e morti, ne aveva salvate ben 76 persone".
Dopo la seconda guerra mondiale il turismo esplose e quindi anche il numero di incidenti. Seguendo alcuni esempi, come quello in val di Fassa, nel 1954 venne costituita una prima squadra di soccorso alpino in val Gardena, associata sia al Club Alpino Italiano, che all'Alpenverein Südtirol. Contemporaneamente vi fu anche la nascita del gruppo alpinistico dei Catores, un gruppo che fu decisivo per l'aiuto nella zona dolomitica. Le tecniche utilizzate negli interventi erano in continua evoluzione; negli anni cinquanta vi fu il cambiamento delle corde di canapa o manilla con sottili cavetti d'acciaio i quali, legati assieme, si potevano calare gli infortunati anche per diverse centinaia di metri.
Alla fine degli anni sessanta grazie all'Esercito italiano iniziò ad operare l'Aviazione Leggera Esercito dotata di elicotteri Agusta-Bell. Anche presso l'aeroporto di Bolzano vi era il 4º Reggimento AVES "Altair" che dagli anni settanta mise a disposizione i propri elicotteri per il l'elisoccorso. Molto importante è stato l'utilizzo del verricello montato all'esterno dell'elicottero per far scendere i soccorritori e recuperare gli infortunati grazie alla possibilità del volo a punto fisso. A volte però succedeva che gli elicotteri militari non fossero disponibili e come è successo in val Gardena, venne utilizzato un elicottero Lama proveniente da fuori; in tale occasione venne utilizzato per la prima volta il cesto di soccorso appeso al gancio di baricentro posto sotto l'elicottero.
Il 17 luglio 1990 viene costituita l'associazione denominata Union Aiut Alpin Dolomites, dotata di nove squadre di soccorso. Gino Comelli, una guida alpina di Alba di Canazei, venne eletto come primo presidente. Il primo elicottero selezionato è stato preso in affitto dalla Società CPA e si tratta del Ecureuil AS 350 B1. Tra il 1991 e il 1992 l'ADD ha effettuato ben 199 interventi, con l'impiego di 19 squadre di soccorso e 85 ore di volo salvando così 249 persone di cui 152 ferite, e recuperando 21 corpi di persone decedute. Nel corso degli anni vi fu un nuovo affitto dalla società lombarda Air Service Center di un nuovo elicottero, l'Ecureuil AS 350 B2, dotato di un motore a turbina da 740 CV in grado di trasportare anche 6 persone, con un'autonomia di 670 km e dotato di verricello lungo 40 m in grado di alzare 136 kg.
Nel 1993 vi fu però una grave crisi a livello economico per l'Aiut Alpin Dolomites, in quanto questo era sostenuto dal Corpo nazionale soccorso alpino e speleologico (CNSA) dell'Alto Adige. Iniziano così le prime richieste alle banche locali e così l'AAD diviene insolvente e l'estate del 1993 viene affidato alla Croce Bianca l'attività di soccorso alpino. Vi furono dei tentativi di far risorgere l'organizzazione. Un esempio è il libro dal titolo I Catores, pubblicato da Athesia nel 1995, dove si descrivono in dettaglio i soccorsi effettuati dall'AAD in val Gardena. Altro esempio furono i quotidiani e settimanali locali che iniziarono a pubblicare notizie relative all'aiuto economico mancante. Solamente nel 1996 si ha un avvicinamento tra la provincia autonoma di Bolzano e l'organizzazione, che da lì a pochi anni otterrà un'integrazione nell'elisoccorso provinciale. Ad oggi l'AAD può contare di contributi derivanti dal CNSA e su sponsor importanti oltre che da comuni, enti e associazioni turistiche.
Una prima base operativa fu la baita Sanon sull'Alpe di Siusi dal 1987, di importanza strategica per le operazioni di soccorso, ma poco consona alle esigenze del rimessaggio. Una base, economicamente sostenibile, viene trovata a Pontives di Laion, ben inserita nel sistema viario.
Nell'anno 2000 entrò nel servizio la nuova versione dell'elicottero, l'Eurocopter AS 350 B3, ritenuto il migliore per i soccorsi in montagna. Nel febbraio del 2001 vi fu anche il primo incidente, dove l'elicottero venne coinvolto in un white out durante un recupero di una sciatrice infortunatasi lungo la pista Forcelles a Colfosco in val Badia. Sia la sciatrice che l'equipaggio si salvarono dall'incidente nonostante i gravi danni subiti dall'elicottero.

## Elicotteri
Dalla sua fondazione l'AAD ha avuto diversi elicotteri. Nel 1990 ha avuto l'Ecureuil AS 350 B1 e in seguito la versione Ecureuil AS 350 B2 e nel 2000 vi era l'Eurocopter AS 350 B3.
Nel 2004 era in servizio EC 135 T2i, ora ceduto all'ÖAMTC austriaca. Nell'ottobre 2014 la società Airbus Helicopters ha consegnato il primo modello di Eurocopter H135 (EC135T3) all'AAD, ma a causa di complicazioni burocratiche è entrato effettivamente in servizio a marzo 2015 (codice di registrazione: I-AIUT). Questa nuova versione è dotata di pale rotanti maggiormente lunghe, di un verricello in grado di alzare 270 kg e lungo 90 m che permettono migliori prestazioni per l'attività di soccorso alpino.

## Presidenti
L'AAD ha avuto come presidenti:
- Gino Comelli
- Karl Unterkircher
- Adam Holzknecht